# Hana Machová
Hana Machová (nacida el  11 de septiembre de 1979 en Bruntál) es una exjugadora de baloncesto checa. Consiguió 3 medallas en competiciones oficiales con la República Checa.